# Rebekah Mercer
Rebekah Mercer (* 6. Dezember 1973 in Yorktown, Westchester County, New York) ist eine US-amerikanische Lobbyistin und die Leiterin der Mercer Family Foundation. Sie gehörte zu den einflussreichsten Unterstützern Donald Trumps bei der Präsidentschaftswahl in den Vereinigten Staaten 2016.

## Frühes Leben
Rebekah Mercer wurde als zweite von drei Töchtern des Informatikers und späteren Hedgefonds-Managers und Multimilliardärs Robert Mercer und dessen Frau Diana (geb. Dean) geboren. Sie wuchs in einem ländlichen Gebiet (Yorktown Heights) am Rande von Yorktown in der Nähe eines Forschungszentrums von IBM auf, in dem ihr Vater damals als Informatiker arbeitete. Sie studierte Biologie und Mathematik an der Cornell University und an der Stanford University, wo sie 1996 ihren Bachelor-Abschluss machte. Einige Jahre später erwarb sie einen Master in Operations Research.
Nach dem Bachelor trat sie in die Investmentgesellschaft Renaissance Technologies ein, zu der ihr Vater 1993 gewechselt war und wo er an der Entwicklung neuartiger Algorithmen für den Hochfrequenzhandel beteiligt war. 2003 heiratete sie den aus Frankreich stammenden Manager Sylvain Mirochnikoff, einen Managing Director bei Morgan Stanley; mit ihm hat sie vier Kinder. Die Familie bezog einen für 28 Millionen Dollar erworbenen Komplex aus sechs zusammengelegten Wohnungen in einem Hochhaus (Trump Place) in der Upper West Side von Manhattan. Mercer gab ihre Tätigkeit an der Wall Street auf und widmete sich ihren Kindern, die sie auch selbst zu Hause unterrichtet. Sie ist eine Anhängerin und Unterstützerin des Homeschooling-Aktivisten Arthur B. Robinson und hat dessen Lehrplan für den Hausunterricht angepriesen. Robinson bezeichnet die öffentlichen Schulen als „sozialistisch“, „böse“ und „eine Form des Kindesmissbrauchs“. Im Jahre 2008 übernahm Rebekah Mercer die Leitung der Mercer Family Foundation, die zu dieser Zeit vor allem medizinische Forschung und Wohlfahrtsorganisationen förderte.

## Hinwendung zur Politik
Im Jahre 2010, als durch ein Urteil des Supreme Courts die bis dahin geltenden, recht strengen Begrenzungen für den Einsatz von Geldmitteln zur Beeinflussung der Politik in den USA fast vollständig aufgehoben wurden (Citizens United v. Federal Election Commission), und ihr Vater, der gerade als Co-CEO die Leitung von Renaissance Technologies übernommen hatte, begann, Millionensummen in dieser Richtung zu investieren, fand auch Rebekah Interesse an Politik. Mit ihm zusammen unterstützte sie eine Werbekampagne gegen die Wiederwahl von Peter DeFazio, einem der demokratischen Vertreter Oregons im Repräsentantenhaus, mit 600.000 Dollar. Dessen republikanischer Gegenkandidat im selben Wahlbezirk war Arthur Robinson. DeFazio dürfte davon profitiert haben, verkünden zu können, dass ein New Yorker Hedgefonds-Manager und dessen Tochter sich in die Politik in Oregon einmischen wollten.
Mit ihrem Vater nahm Rebekah Mercer im Jahr 2011 an Seminaren teil, die von den Unternehmern Charles und David Koch (Koch Industries) für rechtsgerichtete Millionäre angeboten wurden, um aufgrund ihrer jahrzehntelangen Erfahrung Wege aufzuzeigen, wie sie Finanzmittel effektiv zur Beeinflussung von Wahlen einsetzen können. Außerdem traten die Mercers dem  konservativen, der christlichen Rechten nahestehenden Council for National Policy bei. Im selben Jahr lernten sie Andrew Breitbart kennen, den Begründer und Leiter der damals noch unbedeutenden Website Breitbart News Network. Dessen Vision, ein Medienunternehmen aufzubauen, das in der Lage sein würde, einen „Informationskrieg“ gegen die Mainstream-Presse zu führen, beeindruckte sie.
Breitbart machte die Mercers mit dem Filmproduzenten Steve Bannon bekannt, der seit Jahren entsprechende Ziele mit politischen Dokumentarfilmen verfolgte. Dessen jüngstes Werk, Fire From the Heartland: the Awakening of the Conservative Woman (2010), war eine propagandistisch inszenierte „Dokumentation“ über Frauen im Umfeld der Tea-Party-Bewegung. Die Mercer Family Foundation vergab in dieser Zeit 1,2 Millionen an die konservative Young America's Foundation, wovon diese fast die Hälfte an Bannon zur Finanzierung von dessen Filmprojekten weiterleitete.
Bannon schlug den Mercers vor, mit 10 Millionen Dollar bei Breitbart News einzusteigen; bei dieser Transaktion wurde er in das Board of Directors aufgenommen. Als Breitbart 2012 überraschend an einem Herzinfarkt starb, übernahm Bannon die Leitung. In den folgenden Jahren baute er, hauptsächlich finanziert durch die Mercers, die Website – unter Hinzuziehung vieler Vollzeit-Autoren – zu einem äußerst effektiven Instrument zur Beeinflussung der Politik aus. Breitbart News unterstützt extreme Außenseiter in der Republikanischen Partei gegen das dortige Establishment und bietet ein Forum für bis dahin in den Medien ausgeblendete rassistische und sexistische Positionen. Rebekah Mercer wurde zwar keine offizielle Mitarbeiterin, nahm aber großen Anteil an der Redaktionsarbeit, las alle Artikel gegen und schlug auch Themen vor.
Rebekah Mercer meidet, wie auch ihr Vater, die Öffentlichkeit und äußert sich fast nie zu ihren politischen Ansichten. Ihr Ziel ist aber offenbar, das politische Establishment in Washington auszuschalten. 2012 spendete ihre Mercer Family Foundation zwei Millionen Dollar an Citizens United, die Organisation, die die Aufhebung der Beschränkungen für Investitionen in politische Beeinflussung bis vor den Supreme Court verfochten hatte. Rebekah Mercer gehört außerdem dem Board des Moving Picture Institute an, das dem „Hollywood-Liberalismus“ eigene konservative Produktionen entgegenstellen will, sowie (bis 2014) dem des von Bannon 2012 gegründeten Government Accountability Institute, das zwar als angeblich unparteiisches Forschungsinstitut auftritt, aber nach einer Aussage Bannons gegenüber Bloomberg Businessweek die Mission verfolgt, „Schmutz“ über Politiker auszugraben und damit die Mainstream-Medien zu „füttern“. Das GAI wird zu mehr als der Hälfte durch die Mercer Foundation finanziert, in den Jahren 2013 bis 2015 mit 4,7 Millionen Dollar. (Für 2016 lagen im November 2017 noch keine Angaben vor.)
Die Mercer Family Foundation ist zudem einer der größten Geldgeber der organisierten Klimaleugnerbewegung. Gelder erhielten unter anderem bedeutende Denkfabriken und Frontorganisationen dieser Szene wie das Heartland Institute, das Oregon Institute of Science and Medicine (Arthur Robinson), die CO2 Coalition und das Center for the Study of Carbon Dioxide and Global Change. Alleine das Heartland Institute erhielt zwischen 2008 und 2016 rund 5,9 Millionen Dollar durch die Mercer Foundation. In den letzten Jahren hat die Foundation ihre Zuwendungen in diesem Bereich erhöht, während ExxonMobil, lange Zeit einer der Hauptsponsoren, sich weitgehend zurückgezogen hat.
Nach der vor allem für die reichen Unterstützer des republikanischen Gegenkandidaten Mitt Romney überraschenden Wiederwahl Barack Obamas bei der Präsidentschaftswahl 2012 zeigte sich Rebekah Mercer im VIP-Bereich der als Siegesfeier geplanten Parteiveranstaltung ausgesprochen wütend. Sie erklärte, dass die Meinungsforscher, Datenjongleure („data crunchers“) und Spin-Doctoren, denen sie vertraut hatte, alle Betrüger seien. Noch drastischer war ihr Auftritt bei der bald folgenden Nachbesprechung, zu der die Republikanische Partei die großen Spender eingeladen hatte. Einer der Anwesenden bezeichnete ihn später als ihr „Coming out“ (was sich im Englischen nicht nur auf die sexuelle Orientierung bezieht).
Von da an wollte sie genau wissen, wofür ihre Zuwendungen verwendet wurden. Von den Kochs, die sich besonders darauf konzentriert hatten, Obamas Wiederwahl zu verhindern, und in deren Fonds die Mercers schon mindestens zwei Millionen Dollar einbezahlt hatten, verlangte sie einen Rechenschaftsbericht darüber, warum das nicht funktioniert hatte. Nachdem dies ignoriert wurde, entschied sie, die Dinge selbst in die Hand zu nehmen. Während ihr Vater weiterhin Millionenbeträge für den Fonds der Kochs spendete, finanzierte sie über ihre Family Foundation in ähnlichem Umfang Bannons Government Accountability Institute. Große Summen flossen auch an konservative und libertäre Denkfabriken. Allein im Jahre 2013 vergab die Stiftung insgesamt 13,5 Millionen Dollar. Im selben Jahr wurde Rebekah Mercer Präsidentin des neu gegründeten Datenanalyse- und Mikrotargeting-Unternehmens Cambridge Analytica, dessen Hauptinvestor ihr Vater war. Rebekah Mercer unterstützt finanziell auch das Netzwerk Parler.

## Präsidentschaftswahl 2016
Bei den Vorwahlen zur Präsidentschaftswahl 2016 setzten sich die Mercers zunächst für den Republikaner Ted Cruz ein, einen Außenseiter in seiner Partei. Sie spendeten 11 Millionen Dollar an ein Cruz unterstützendes Super-PAC, eine Sonderform des Political Action Committees, die von den sonst geltenden strengen Begrenzungen bei der Höhe der eingesetzten Geldsummen ausgenommen ist. Rebekah begann jedoch bald, vernichtende Urteile über Cruz’ Leistungen bei Diskussionen von sich zu geben, und drängte dessen Kampagnen-Leitung, die Dienste der Mercer-finanzierten Datenanalysefirma Cambridge Analytica in Anspruch zu nehmen. Nachdem Cruz aus dem Rennen ausgeschieden war, wählten die Mercers Trump als ihren Kandidaten, während sich viele führende Republikaner von ihm distanzierten. Sie richteten das Super-PAC auf ihn aus und statteten es mit weiteren zwei Millionen aus. In einer ihrer sehr seltenen öffentlichen Äußerungen erklärten sie gegenüber der Times, es müsse nun alles getan werden, einen Wahlsieg Trumps sicherzustellen, weil Hillary Clinton im Falle ihres Sieges das First Amendment und das Second Amendment, zwei wichtige Zusatzartikel der US-Verfassung, aufheben würde.
Als im Hauptwahlkampf nach wenigen Wochen Trumps Wahlkampfmanager Paul Manafort zurücktreten musste, setzte Rebekah Mercer eine Neuorganisation des Teams durch und installierte dabei drei „ihrer“ Leute an der Spitze: Bannon, Kellyanne Conway, die bisherige Leiterin des Super-PACs, und David Bossie, den Chef von Citizens United. Auf der anderen Seite wirkten sich ihre früheren Investitionen im Wahlkampf erheblich zu Ungunsten von Clinton aus: Der gegenüber Clinton permanent erhobene Vorwurf der Korruption konnte sich auf das 2015 erschienene Buch Clinton Cash von Peter Schweizer sowie einen darauf basierenden Leitartikel der Times und den ebenfalls darauf beruhenden gleichnamigen Film berufen, der im Wahljahr 2016 auf dem Filmfestival von Cannes präsentiert wurde. Dahinter steht das Government Accountability Institute, dessen Begründer Bannon und Schweizer waren. Bannon, der schon lange vor seinem Eintritt bei Breitbart News politisch motivierte Filme produziert hatte, war der Produzent des Films. Die Veröffentlichung von Clintons E-Mails aus ihrer früheren Tätigkeit als Außenministerin in der Schlussphase des Wahlkampfes geht offenbar ebenfalls auf eine Initiative Rebekah Mercers zurück: Nachdem ihre Stiftung der Citizens United eine neuerliche Spende in Höhe von 550.000 Dollar zukommen gelassen hatte, brachte diese Organisation den Freedom of Information Act auf den Weg, der letztlich diese Veröffentlichung und die dadurch ausgelöste negative Presse bewirkte.

## Nach der Präsidentschaftswahl
Nach der Wahl wurde Rebekah Mercer in Trumps Übergangsteam berufen, das bis zu seiner Amtseinführung bestand. Am 3. Dezember 2016 veranstaltete sie im Owl’s Nest („Eulennest“), dem Anwesen ihrer Eltern in Head of the Harbor auf Long Island, eine Siegesfeier mit mehreren Hundert Gästen, darunter auch Donald Trump. Dieser dankte den Mercers für ihre Hilfe beim Wahlkampf und nannte dabei ausdrücklich Bannon, Conway und Bossie. Im Übergangsteam setzte Mercer sich erfolgreich für die Ernennung von Michael Flynn zum Nationalen Sicherheitsberater ein. Ihr Vorschlag, Arthur B. Robinson zum Nationalen Wissenschaftsberater zu machen, fand hingegen keine Zustimmung. Robinson ist ein aktiver Leugner des Klimawandels, verharmlost die Folgen eines Atomkriegs und propagiert den Kreationismus.
Als Anfang Januar 2018 Vorabveröffentlichungen aus dem Buch Fire and Fury erschienen, in denen aufsehenerregende negative Äußerungen von Bannon über die Verhältnisse im Umfeld des Präsidenten wiedergegeben wurden, wendete Rebekah Mercer sich an die Öffentlichkeit und erklärte: Ihr Verhältnis zu Bannon sei abgekühlt; sie und ihre Familie hätten seit „vielen Monaten“ nicht mehr mit ihm kommuniziert und seine politische Agenda finanziell nicht mehr gefördert. Bannons jüngste Handlungen und Aussagen unterstütze man nicht. Die Unterstützung von Breitbart News werde jedoch fortgesetzt.